# Gullestrup
Gullestrup ligger i Midtjylland og er en satellitby til Herning, med 1.995 indbyggere  (2024). Den ligger 3 km nord for Hernings centrum, mellem Sundsvej og Holstebrovej. Nord for byen går motortrafikvejen (primærrute 18) i en bue rundt om byen, og føres derefter mod Holstebro. Gullestrup ligger i Region Midtjylland og hører til Herning Kommune.
Gullestrup består af blokhuse, lejligheder og huse. De er delt op i 3 kategorier. Blå, rød, og grøn. Mellem satellitbyen og Herning ligger der en stor mark, hvor køer græsser om sommeren. Byen har en 7-trinsskole. Der er busforbindelse til Herning fra byen 3 gange i timen.

## Historie
I 1965 var der en stor nordisk konkurrence, der skulle vise muligheden for at bygge en storby helt fra bunden. Konkurrencen blev vundet af Peter Bredsdorffs Tegnestue og forslaget var karakteristisk ved, at der i yderkanten af byen skulle være en slags bymur af etagehuse, bagved disse var det primært tæt-lav byggeri. Desuden skulle byen opdeles i områder, adskilt af skovbælter. Denne opdeling gav også muligheden for, at byen kunne opføres i etaper.
I alt skulle 5 etaper bygges til at huse ca. 15.000 mennesker. Reelt blev det kun til en etape, der over en lang periode har været plaget af dårligt ry, som dog småt er ved at ændre sig ikke mindst på grund af beboernes indsatser. I forbindelse med renovering er et af etagehusene, der rummede 54 lejligheder, blevet nedrevet. Dette skete for at undgå for mange tomme lejligheder i området.